# Migració lessepsiana

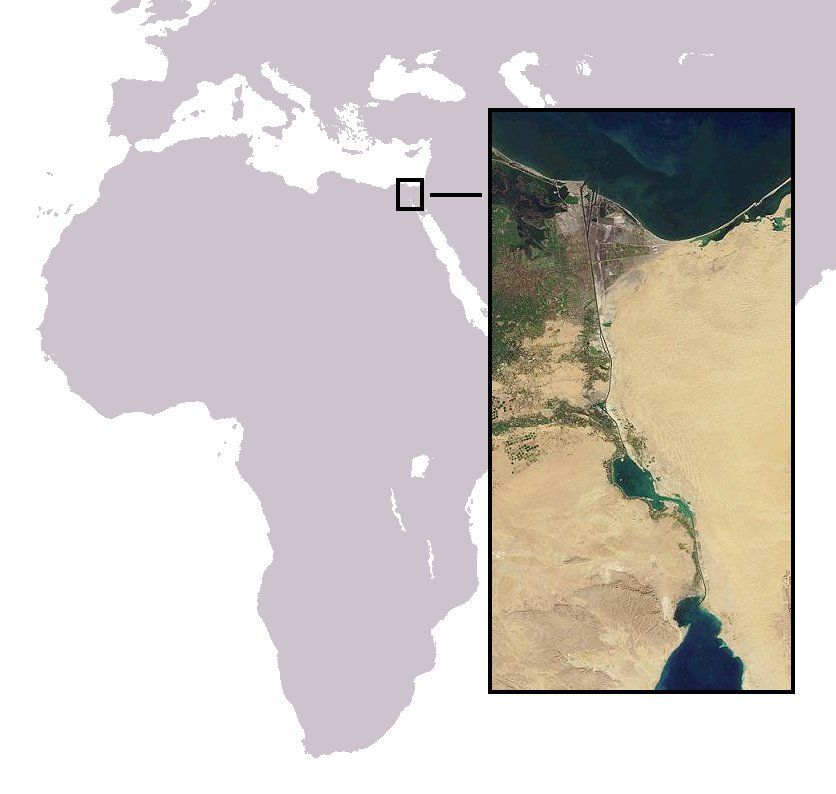
El canal de Suez, a través del qual han migrat espècies marines

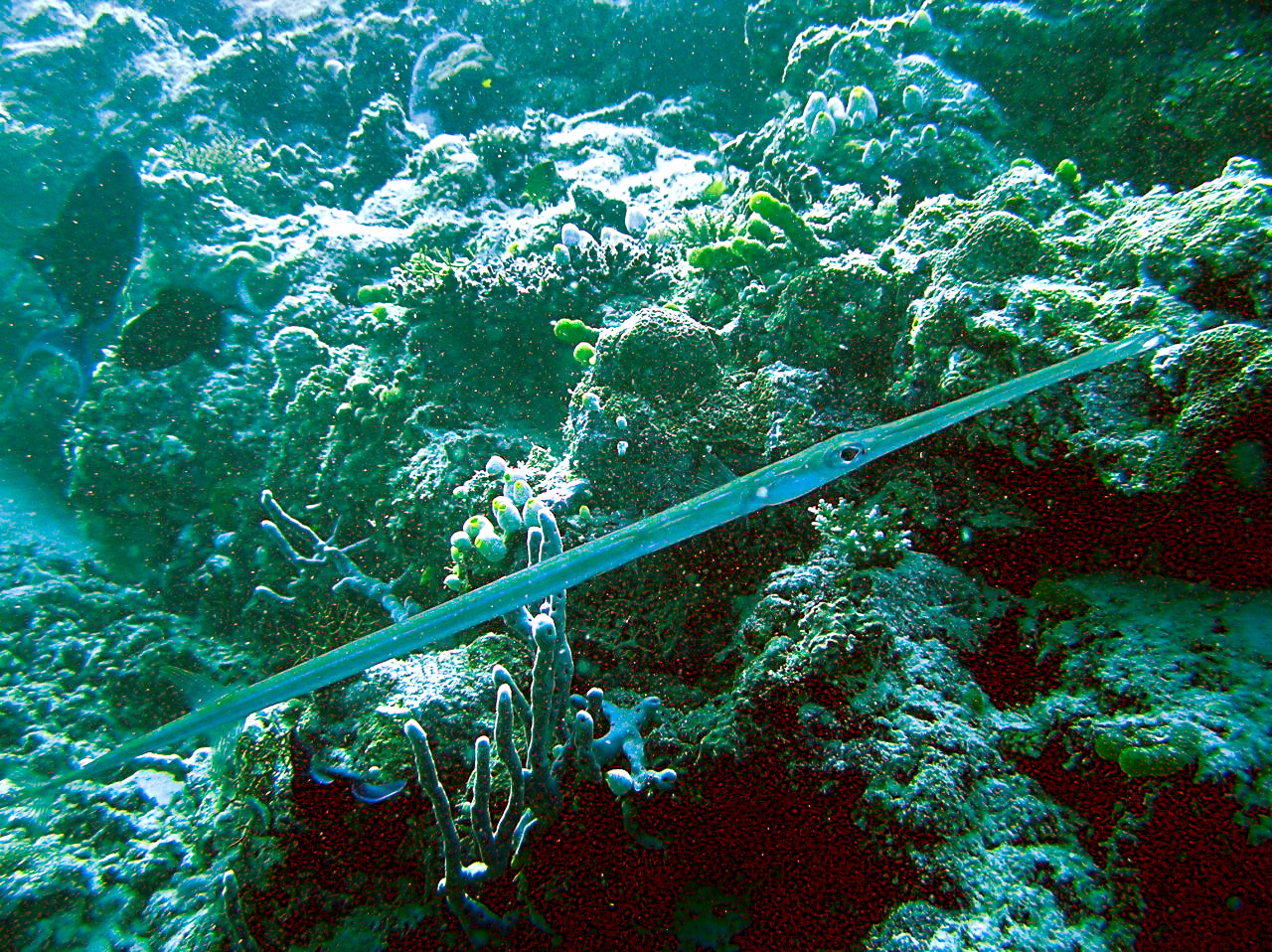
Fistularia commersonii, un migrador lessepsià

La migració lessepsiana (també anomenada invasió eritreana) és la migració actual d'espècies marines a través del canal de Suez, normalment des del mar Roig al mar Mediterrani, més rarament en la direcció oposada. Rep el nom de Ferdinand de Lesseps, el diplomàtic francès encarregat de la construcció del canal de Suez.
L'obertura del canal de Suez, l'any 1869, creà el primer passadís d'aigua salada entre els mars Mediterrani i Roig. La mar Roja és lleugerament més alta que el Mediterrani oriental, per tant, serveix com a estret de marea que vessa aigua del mar Roig dins el Mediterrani. Els llacs Amargants, que són llacs naturals hipersalins que formen part del canal, han bloquejat la migració d'espècies del mar Roig dins el Mediterrani durant dècades, però a mesura que la salinitat dels llacs s'ha equilibrat gradualment amb la del mar Roig, s'ha anat retraient la barrera per a la migració, i les plantes i animals des del mar Roig han començat a colonitzar el Mediterrani oriental.
La mar Roja generalment és més salada i més pobra en nutrients que l'Atlàntic; per tant, les espècies del mar Roig tenen avantatges sobre les espècies atlàntiques en el menys salí i més ric en nutrients Mediterrani oriental. D'acord amb això, la majoria d'invasions són d'espècies del mar Roig al Mediterrani, i només unes poques en el sentit oposat. La construcció de la presa d'Asuan al riu Nil a la dècada de 1960 va reduir el flux d'aigua dolça i de llims rics en nutrients des del Nil al Mediterrani oriental, proporcionant les condicions al Mediterrani oriental més properes a les del mar Roig, i d'aquesta manera incrementant l'impacte de les invasions i facilitant l'ocurrència d'invasions noves.
Aquesta invasió d'espècies ha tingut un gran impacte en l'ecologia del Mediterrani, posant en perill els seus endemismes. Actualment, unes 300 espècies natives del mar Roig han estat identificades al mar Mediterrani. La intenció expressada pel govern egipci d'aprofundir el canal de Suez es creu que encara empitjoraria la situació.